# Lachnum pritzelianum
Lachnum pritzelianum är en svampart som först beskrevs av Henn., och fick sitt nu gällande namn av Spooner 1987. Lachnum pritzelianum ingår i släktet Lachnum och familjen Hyaloscyphaceae.   Inga underarter finns listade i Catalogue of Life.